# Асфальт

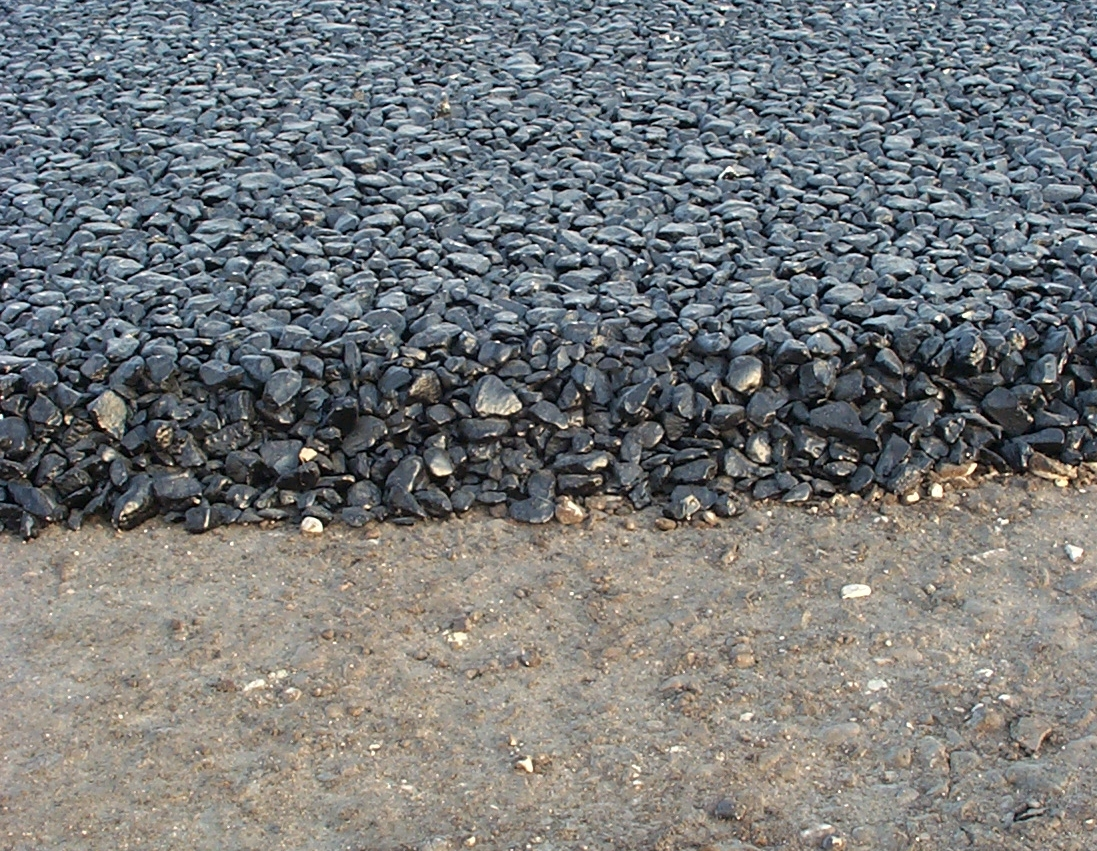
Основний шар асфальтобетону

Асфа́льт (грец. ασφαλτος — «гірська смола», «асфальт») — будівельний в'яжучий матеріал.

## Природний і штучний асфальт

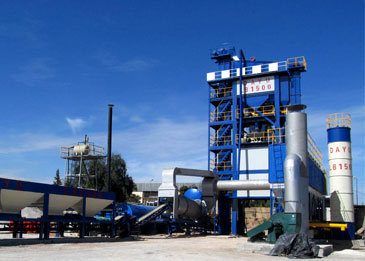
Асфальтовий завод

- Асфальт — продукт фізико-хімічної зміни бітуму. Продукт природного окиснення (вивітрювання) нафти — в'язкий чорний бітум, що складається переважно з вуглецю (80 %), водню (10 %) та кисню (10 %).

- Штучна асфальтобетонна суміш — суміш бітуму з подрібненими мінеральними матеріалами, які підвищують його стійкість. Штучний асфальт застосовується у вигляді дорожнього асфальтового покриття (13–60 % бітуму) або асфальтов'яжучої речовини. Природний і штучний асфальт використовують для різних асфальтобетонних сумішей і головним чином для виготовлення литого асфальтового бетону, з якого роблять покриття доріг і тротуарів, підлоги промислових будов тощо. Асфальт застосовують також для заливки швів дорожніх (бетонних і блочних) покриттів та в гідротехнічному будівництві.

## Загальна характеристика
Тверда або в'язка речовина майже чорного кольору, природного походження або штучного виготовлення, яка утворюється з деяких нафт у результаті їх окиснення і випаровування легких фракцій. Є сумішшю окиснених вуглеводнів, розчиняється в скипидарі, хлороформі, сірководні, частково бензолі, спирті. Суміш бітумів (50–60 % у природному асфальті і 13–60 % у штучному) з мінеральними речовинами (вапняком, пісковиком тощо).
Елементний склад (%): С — 67–88, Н — 7-10, О — 2–23. Густина 1000–1200 кг/м³; tпл від 20 до 80–100 °С. Асфальт широко розповсюджений у нафтогазоносних басейнах у районах неглибокого залягання або виходу на поверхню продуктивних товщ (див. бітуми природні). Асфальт насичує пори пісковиків, тріщини і каверни вапняків і доломітів, часом утворює товсту кору на поверхні великих «нафтових озер» (асфальтове покриття оз. Мертве море; асфальтове море на о. Тринідад). Вміст у породах від 2–3 до 20 %. Родовища асфальту є в Росії, Венесуелі, Канаді, Франції, Йорданії, Ізраїлі. В промислових масштабах асфальт видобувають у 9 країнах.

## Використання

### Стародавні часи
В античному Близькому Сході поклади природного асфальту використовували для виготовлення вапнякового розчину, який пізніше використовували для будівництва будинків та для смоління човнів. У Персії асфальт називали мумія. Асфальт також використовували стародавні єгиптяни для бальзамування мумій.
На руїнах давньоіндійського міста Мохенджо-Даро був виявлений величезний басейн, побудований у III тис. до н. д., дно і стіни якого були вкриті шаром асфальту.

### Сьогодення
Патент на штучний асфальт отримав Едвард Десемдт 31 травня 1870 року.
Зараз асфальт використовують переважно в дорожньому будівництві, електротехніці й хімічній промисловості. Застосовують у суміші з піском, гравієм, щебенем для будівництва доріг, як покрівельний, гідро- та електроізоляційний матеріал, для виробництва замазок, клеїв, лаків тощо.